# Ctenitis jinfoshanensis
Ctenitis jinfoshanensis är en träjonväxtart som beskrevs av Ren-Chang Ching och Z. Y. Liu. Ctenitis jinfoshanensis ingår i släktet Ctenitis och familjen Dryopteridaceae. Inga underarter finns listade.